# Mundia elpenor
Mundia elpenor е изчезнал вид птица от семейство Rallidae.

## Разпространение
Видът е разпространен в Света Елена, Възнесение, Тристан да Куня.